# 埃塞克斯鎮區 (密西根州)
埃塞克斯鎮區（英語：Essex Township）是位於美國密西根州克林頓縣的一個行政鎮區。

## 地方資料
埃塞克斯鎮區的面積為92.20平方千米，當中陸地面積為91.58平方千米，而水域面積為0.62平方千米。根據2020年美國人口普查的數據，當地共有人口1827人，而人口密度為每平方千米19.82人。